# Nordalbingien

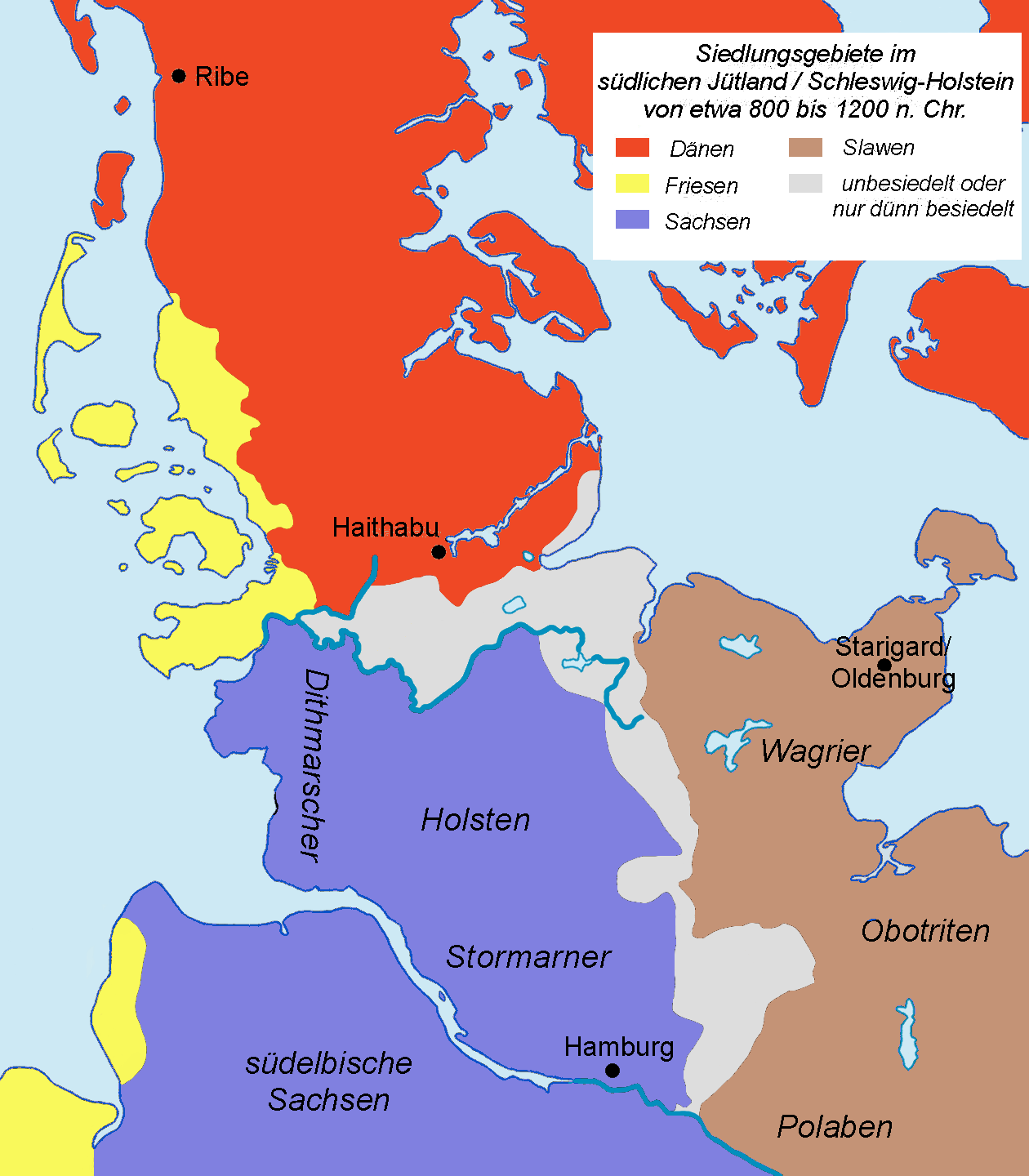
Las tres provincias norte-sajonas: Dithmarscher, Holsten y Stormarner (en azul oscuro) entre los años 800 y 1100

Nordalbingia (en alemán: Nordalbingien, Nordelbingen o Nordalbingen) era en el siglo VIII un territorio del pueblo sajón, independiente de los otros tres territorios de Angria, Ostfalia y Westfalia. Incluía el área de Holstein y Hamburgo, al norte del río Elba. Nordalbingia se dividió en tres provincias: Dithmarschen, Holstein y Stormarn.

## Historia

### La conquista de Sajonia
Carlomagno comenzó en el 772, la conquista de Sajonia. En total, dieciocho batallas que tuvieron como resultado el sometimiento y la incorporación de Sajonia al Imperio franco y la «conversión» de sus habitantes al cristianismo. Pese a los continuos contratiempos, los sajones mantuvieron su oposición a Carlomagno durante décadas, rebelándose cada vez que Carlomagno abandonaba sus tierras. Su principal líder, Viduquindo, resultó un duro oponente, aunque fue finalmente vencido y bautizado en el año 785.
La guerra comenzó con la invasión franca del territorio sajón y el sometimiento de los angrios, con la destrucción de su Irminsul, cerca de Paderborn en 772 o 773. El Irminsul puede haber sido un árbol o tocón sagrado, presumiblemente representación del pilar sobre el que se apoyan los cielos - similar al Ygdrasil de las culturas nórdicas. La campaña de Carlomagno llegó hasta el río Weser, destruyendo a su paso varias fortalezas sajonas. Tras la negociación con la nobleza sajona y la obtención de rehenes, Carlomagno abandonó la zona y se centró en la guerra contra los lombardos situados en el norte de Italia. Los campesinos sajones, encabezados por Viduquindo, aprovecharon para atacar las tierras francas de la región del Rin, manteniéndose la contienda durante años.
La segunda campaña de Carlomagno tuvo lugar en el año 775. Cruzó Westfalia, conquistando Sigiburg y Angria, donde derrotó nuevamente a los sajones. Finalmente, logró una nueva victoria en Ostfalia, consiguiendo la conversión del líder sajón Hessi. Regresó nuevamente a través de Westfalia, dejando guarniciones en Sigiburg y Eresburg. En ese momento, toda Sajonia, excepto Nordalbingia, estaba bajo su control, aunque la paz no duraría.
Tras concluir la guerra en Italia, Carlomagno regresó por tercera vez a Sajonia en 776 (alcanzando Lippe antes de que los sajones supieran que había abandonado Italia), cuando un levantamiento destruyó la fortaleza de Eresburg. Los sajones fueron nuevamente derrotados, aunque Viduquindo huyó y se refugió entre los daneses. Entretanto, Carlomagno levantó un nuevo campamento en Karlstadt. En 777 convocó una Dieta nacional en Padeborn para integrar definitivamente el territorio de Sajonia en el reino franco. Muchos sajones fueron bautizados.

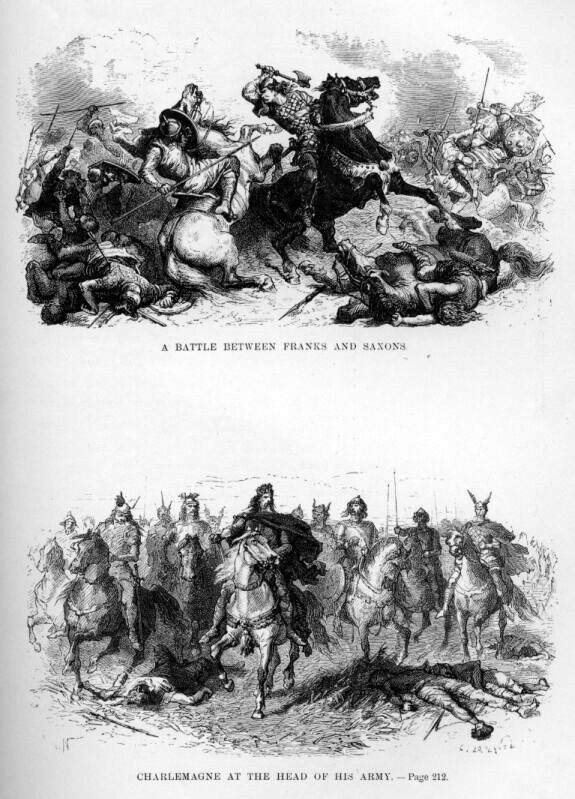
Carlomagno y los sajones, A. de Neuville, c.1869

El principal propósito de la dieta era acercar Sajonia al cristianismo germánico. Se reclutaron misioneros, principalmente anglosajones con el fin de llevar a cabo esta tarea. Carlomagno emitió varios decretos diseñados para romper la resistencia sajona, por los que se aplicaría la pena capital a cualquiera que realizara prácticas paganas o que mostrara desprecio ante la paz real. La dureza de su postura, que le valió el título de carnicero de sajones llevó a su consejero Alcuino de York a solicitar clemencia al emperador, ya que la palabra de Dios debería ser difundida por la persuasión, y no por la espada. Sin embargo, las guerras continuaron ante la ferocidad de la lucha sajona por su libertad.
En el verano del 79, Carlomagno regresó a Sajonia y conquistó Ostfalia, Angria y Westfalia. Una nueva dieta se reunió en Lippspringe y en ella se decidió la división del territorio sajón en distritos misioneros y condados francos. El propio emperador asistió a varios bautismos masivos en 780, tras lo que regresó a Italia sin que, sorprendentemente, hubiera rebeliones a su marcha. Entre 780 y 782, Sajonia permaneció tranquila.
Carlomagno regresó a Sajonia en 782, promulgando un nuevo código jurídico y nombrando condes, tanto sajones como francos. Las leyes eran draconianas acerca de cuestiones religiosas, y la tradición pagana local quedaba en una posición muy amenazada. Esto reavivó el antiguo conflicto y en otoño de ese mismo año, Viduquindo regresó del exilio y encabezó un nuevo levantamiento que se tradujo en numerosos ataques a la iglesia. Los sajones invadieron el territorio de los catos, tribu germánica que ya había sido convertida por San Bonifacio y que pertenecía al Imperio de Carlomagno. Viduquindo aniquiló a un ejército franco en Süntelgebirge mientras Carlomagno se encontraba luchando contra los sorbios. En represalia, Carlomagno ordenó decapitar entre 4.500 a 7.000 sajones en la masacre de Verden al saber que realizaban prácticas paganas una vez convertidos; no obstante, Viduquindo consiguió escapar nuevamente a Dinamarca.
Algunos historiadores han tratado de demostrar que la masacre no tuvo lugar, o que fue realmente una batalla, pero ninguno de sus argumentos resulta creíble. Durante los dos años siguientes (783-785), la guerra continuó, con Carlomagno invernando en Minden, Sajonia central. En algunas batallas de 783, mujeres sajonas se lanzaron con los pechos desnudos al combate; una de ellas era Fastrada, hija de un conde sajón y que en 784 se convertiría en la cuarta esposa del emperador. Gradualmente, los francos fueron imponiéndose a los sajones y el golpe de gracia llegó en 785 con la conversión y bautismo del rebelde Viduquindo. Fue el final de la guerra y durante los siguientes siete años hubo paz en Sajonia, aunque con alguna revuelta esporádica.

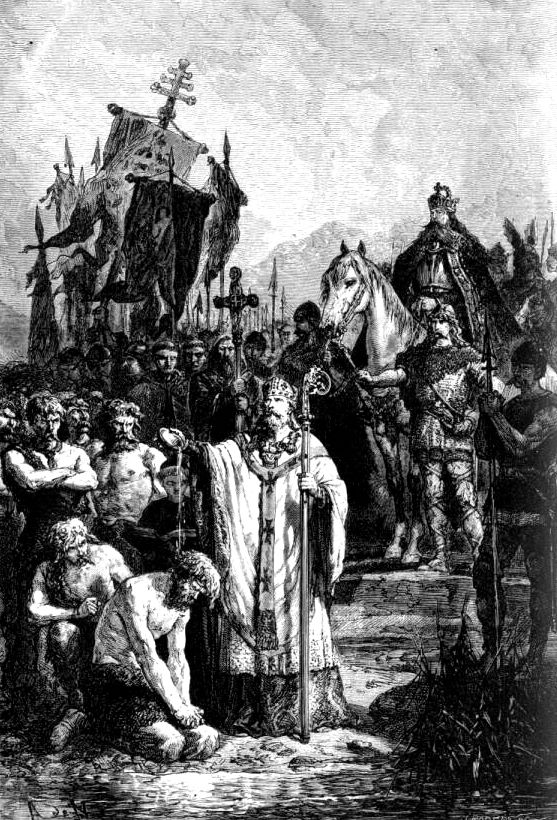
Conversión de los sajones, A. de Neuville, c.1869-

En 792, los Westfalianos se levantaron contra sus señores contra el reclutamiento forzoso para las guerras ávaras. Los habitantes de Ostfalia y Nordalbingia se les unieron al año siguiente, pero la insurrección no prendió y fue completamente sofocada en 794.
Poco después se produjo un levantamiento angrio en 796, pero fue inmediatamente aplastada por Carlomagno y los sajones y eslavos cristianos. La última rebelión independentista se produjo en 804, más de treinta años después de la primera campaña de Carlomagno. En esta ocasión fue la tribu de los nordalbingios, la más indómita de todas, la que se levantó en armas. Carlomagno deportó a 10.000 de sus miembros a Neustria y cedió sus territorios al leal rey de los abotritas. Merece la pena recordar las palabras de Eginardo, biógrafo del emperador, acerca del fin del conflicto:
«La guerra que ha durado tantos años ha sido al fin terminada por la aceptación de los términos ofrecidos por el Rey; que eran renuncia a sus costumbres religiosas nacionales y la adoración de demonios, aceptación de los sacramentos de la fe y religión cristianas, y unión con los francos para formar un solo pueblo.»
Hacia el final de las guerras, Carlomagno había comenzado a poner más énfasis en la reconciliación. En 797 derogó las leyes especiales que habían sido tan incendiarias, y en 802, los usos y costumbres sajones fue codificada como la Lex Saxonum. Este proceso estuvo acompañado por el establecimiento de estructuras eclesiásticas que aseguraran la inicialmente brutal conversión del pueblo sajón.

### Naturaleza religiosa de la guerra
Las guerras sajonas pueden ser consideradas guerras de religión en tanto Carlomagno proclamó que el fin de la guerra era convertir a los sajones paganos al cristianismo, lo que tendría su reminiscencia en las posteriores cruzada. Aunque no fue proclamada nunca como tal, se ha sugerido que las guerras sajonas fueron la principal inspiración para la proclamación de las Cruzadas contra el islam en los siglos posteriores, y contra otros estados europeos paganos como Lituania. Estas guerras tuvieron un efecto dominó sobre otros estados no cristianos de Europa central, como la conversión de Polonia al cristianismo.
Incluso después de que se 785 Viduquindo sometió terminaron la Resistencia o las Revueltas del norte de Sajonia, en particular, en el triángulo Elba-Weser (Wigmodia) y al norte del río Elba no. Carlomagno aliado con los obodritas, confederación eslava, cuyo Príncipe Drasco y de la región de Franconia legado Eburis la Nordliudi 798 derrotaron. Después de los Anales reales francos cayeron de 4000 hombres. Debido a que los disturbios no cesaban, en 804 Carlomagno volvió a ir con un ejército contra la Wigmodia y la Nordalbingia, y deportaron a los vencidos con las mujeres y los niños en la Franconia. Su biógrafo Einhard habla de 10.000 familias.
Durante el reinado de Ludovico Pio, el antiguo territorio de Nordalbingia, fue asignado a la diócesis de Bremen y Verden. En 831, se creó un nuevo obispado en Hamburgo, del que dependían Nordalbingia y los territorios escandinavos, nombrándose obispo a Óscar (santo). Pero en el 845 los vikingos invadieron y destruyeron Hamburgo y el arzobispo tuvo que escapar, uniéndose de nuevo la diócesis a la de Bremen.

### Cambios territoriales
En 1937 Hitler aprobó la Ley del Gran Hamburgo y otros ajustes territoriales.
En el marco del debate sobre la reorganización del territorio alemán, se planteó la formación de un estado Nordelbingen, a través de la fusión de Hamburgo y Schleswig-Holstein, así como partes de Mecklemburgo-Pomerania occidental y de la Baja Sajonia.
La iglesia evangélica luterana de Schleswig-Holstein y Hamburgo, llevaba hasta 2012 el nombre de iglesia nordalbingia.

## Literatura
- Thomas Riis, «Vom Land „synnan aa“ bis zum Herzogtum Schleswig», en Von Thorsberg nach Schleswig. Sprache und Schriftlichkeit eines Grenzgebietes im Wandel eines Jahrtausends - Internationales Kolloquium im Wikinger-Museum Haithabu vom 29. September – 3. Oktober 1994, bajo la dirección de Klaus Düwel, Edith Marold y Christine Zimmermann, Berlín: de Gruyter, 2001, ISBN 3-11-016978-9, S. 53–60 (Reallexikon der germanischen Altertumskunde. Ergänzungsband 25).
- Thomas Klapheck, Der heilige Ansgar und die karolingische Nordmission, Hanóver: Verlag Hahnsche Buchhandlung, 2008, ISBN 978-3-7752-6042-8 (Veröffentlichungen der Historischen Kommission für Niedersachsen und Bremen 242), (Vollständig zugleich: Oldenburg, Univ., phil. Diss., 2004), besonders Kapitel 2.4.3: Die Entwicklung Transalbingiens bis zur Zeit Ansgars (S. 88–95).